# Eriostemon
Genre
Classification phylogénétique
Eriostemon est un genre d'angiospermes de la famille des Rutaceae originaire de l'est de l'Australie.

## Liste d'espèces
- Eriostemon australasius
- Eriostemon banksii
- Eriostemon brevifolius
- Eriostemon difformis A. Cunn. ex Endl.
- Eriostemon gracilis Graham
- Eriostemon myoporoides DC.
- Eriostemon obovalis A.Cunn.
- Eriostemon australasius que l'on rencontre entre l'Île Fraser et Nowra. C'est un buisson de 1 à 2 mètres de haut trouvé dans des landes et des bois clairsemés. Les feuilles sont étroites et mesurent 3 à 7 centimètres de long. En raison de sa floraison profuse, il est souvent cultivé dans les jardins australiens pour ses jolies fleur roses.
- Eriostemon banksii est endémique de la Péninsule du cap York. C'est un buisson ou un arbuste rencontré dans les landes ou en bordure des bois. Il n'est pas cultivé.